# یون آ جونگ
یون آ جونگ (کره‌ای: 윤아정؛ زادهٔ ۱۹ نوامبر ۱۹۸۱) بازیگر اهل کره جنوبی است.

## فیلم‌شناسی

### فیلم
| سال  | عنوان      | نقش    |
| ---- | ---------- | ------ |
| ۲۰۰۸ | بیستی بویز | می سون |

### مجموعه تلویزیونی
| سال  | عنوان                               | نقش                        | شبکه    |
| ---- | ----------------------------------- | -------------------------- | ------- |
| ۲۰۰۸ | قلعه شیشه‌ای                         | لی جو هی                   | اس‌بی‌اس  |
| ۲۰۰۹ | من به تو همه چیز خواهم داد          | چا نام جو                  | کی‌بی‌اس۲ |
| ۲۰۱۱ | زندگی تلخ و شیرین من                | هونگ جو می                 | کی‌بی‌اس۱ |
| ۲۰۱۲ | قلب زرد                             | چوی یو را                  | تی‌وی‌ان  |
| ۲۰۱۲ | درام ویژه - «درخشان‌ترین لحظه زندگی» | سو جونگ                    | کی‌بی‌اس۲ |
| ۲۰۱۳ | میراث هزار ساله                     | کیم جو ری                  | ام‌بی‌سی  |
| ۲۰۱۳ | ملکه کی                             | یون هوا                    | ام‌بی‌سی  |
| ۲۰۱۴ | وسوسه                               | هان جی سون                 | اس‌بی‌اس  |
| ۲۰۱۴ | عاشقان گلگون                        | پارک سه را                 | ام‌بی‌سی  |
| ۲۰۱۶ | آن خودشید در آسمان                  | کانگ این کیونگ             | کی‌بی‌اس۲ |
| ۲۰۱۷ | تو خیلی زیادی                       | گو نا کیونگ                | ام‌بی‌سی  |
| ۲۰۱۹ | زن ۹٫۹ میلیاردی                     | یو می را                   | کی‌بی‌اس۲ |
| ۲۰۲۲ | خانه مخفی                           | وو مین یونگ (حضور افتخاری) | ام‌بی‌سی  |

### ورایتی شو
| سال  | عنوان             | شبکه   | توضیحات                       |
| ---- | ----------------- | ------ | ----------------------------- |
| ۲۰۱۷ | لایو تاک شو تاکسی | تی‌وی‌ان | مهمان به همراه ارو (قسمت ۴۹۷) |

## جوایز و نامزدی‌ها
| سال  | مراسم جوایز                  | دسته                                            | نامزد / اثر        | نتیجه    |
| ---- | ---------------------------- | ----------------------------------------------- | ------------------ | -------- |
| ۲۰۱۴ | سومین جوایز ستارگان ای‌پی‌ای‌ان | بهترین بازیگر مکمل زن                           | وسوسه, ملکه کی     | نامزدشده |
| ۲۰۱۶ | جوایز درامای کی‌بی‌اس          | جایزه بهترین بازیگر زن در درام روزانه           | آن خورشید در آسمان | نامزدشده |
| ۲۰۱۷ | جوایز درامای ام‌بی‌سی          | جایزه بازیگری طلایی، بازیگر زن در درام آخر هفته | تو خیلی زیادی      | نامزدشده |